# Трубецкой, Юрий Иванович
Князь Ю́рий Ива́нович Трубецко́й (1792 — 16 августа 1850, Флоренция) — действительный статский советник, камергер. Унаследовал от отца Усадьбу на Покровке в Москве.

## Биография
Старший сын камергера князя Ивана Дмитриевича Трубецкого (1756—1827) от брака с известной московской красавицей Екатериной Александровной Мансуровой (ум. 1831). По отцу приходился двоюродным дядей Льву Толстому и четвероюродным братом Пушкину. В семье Трубецких поэт часто бывал в детстве с сестрой. Вырос в богатом родительском доме на Покровке, где собирался весь литературный мир столицы. Учителем младших детей Трубецких был М. Погодина, проводивший каждое лето в их подмосковном имении Знаменском.
Получил хорошее домашнее образование. Службу начал в лейб-гвардии Конный полку. Будучи корнетом  вышел в отставку. Служил по гражданскому ведомству и в чине действительного статского советника оставил службу.
19 апреля 1825 года женился на княжне Анне Ивановне Прозоровской (1803—1828), получив в приданое пять тысяч душ и подмосковное поместье Спасское-Прохорово. «Их богатство, — писал в дневнике Погодин, — даже смешно. Что за век! С пятью тысячами душ идет за обессиленного. По крайней мере, добрый человек... На свадьбе было все торжественно и нарядно». Их брак продлился всего три года. Княгиня Трубецкая умерла сразу же после родов единственной дочери. Оставшись вдовцом, уехал в Берлин к старшей сестре Мансуровой. 11 июля 1835 года женился на Леопольдине Юлии Терезе Морен (в крещении с 1850 года Ольге Федоровне) (1802—26.08.1882), дочери капитана французской службы. 
С женой и детьми почти постоянно жил за границей.
В 1848 году по благословению митрополита Московского и Коломенского Филарета (Дроздова) инициировал в усадьбе строительство нового каменного храма с колокольней в честь Спаса Нерукотворенного образа с устройством в крипте нижнего зимнего предела посвященного своему покровителю святому великомученику Георгию Победоносцу.
Скончался от чахотки близ Флоренции на вилле маркиза Лукезини в «герцогстве Тосканском». Посетивший панихиду на Покровке Погодин, своем дневнике 16 сентября 1850 года писал: «К Трубецким. По лестнице в церковь. Тот же образ. Панихида. С Бецким и вдовой. Трогательное распоряжение покойника. Смерть все исправляет, очищает, умиротворяет и в человека свет добра никогда не изглаживается». По желанию покойного его прах был перевезен в Прохорово, где был погребен в усыпальнице, устроенной в крипте Спасского храма. В 1937 храм был закрыт, могила храмостроителя князя Юрия Ивановича Трубецкого осквернена.

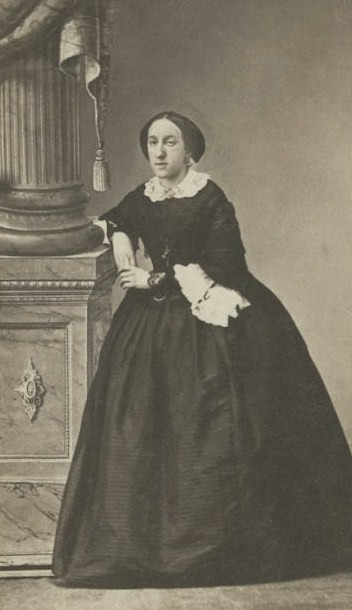
Софья Юрьевна Фьюзен

## Дети
- Варвара (1828—1901), замужем за дипломатом князем Петром Петровичем Трубецким (1822—1892). В браке было три дочери, одна из них Елена (28.04.1849[5]). Не получив развода, Трубецкой женился во Флоренции на американской пианистке, из-за чего ему было запрещено возвращаться на родину. Его сын Паоло Трубецкой.
- Софья  (1836— ?), фрейлина (01.01.1857), замужем (с 05.02.1860, Париж) за вдовцом коллежским советником Андреем Васильевичем фон Фьюзеном (1817— ?).
- Анастасия (23.01.1838, Дармштадт—10.09.1882, Париж), первый муж (с 02.07.1858, Париж) — поручик Сергей Петрович Геркен, второй (с 07.07.1871, Висбаден) — баденский подданный Генрих фон Габер. Умерла от чахотки, похоронена на кладбище Пасси.
- Дмитрий (18.01.1840—13.11.1842), умер от воспаления в Риме.
- Иван  (29.12.1841, Париж—09.06.1915), ученик Погодина, полковник гвардии, военный атташе в Париже, умер от эмболии, похоронен на кладбище Батиньоль.